# Ernst II. Leopold (Hessen-Rotenburg)

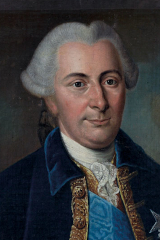

Ernst II. Leopold von Hessen-Rotenburg (* 15. Juni 1684 in Langenschwalbach; † 29. November 1749 in Rotenburg an der Fulda) war Landgraf von Hessen-Rotenburg. Er war der älteste Sohn von Wilhelm I. dem Älteren von Hessen-Rheinfels-Rotenburg (1648–1725) und dessen Gemahlin Marie Anna, geb. Gräfin von Löwenstein-Wertheim-Rochefort (1652–1688).

## Leben
Ernst II. Leopold folgte 1725 seinem Vater als Regent der Rotenburger Hälfte der Rotenburger Quart. In der Wanfrieder Hälfte regierte zunächst sein Vetter Wilhelm von Hessen-Wanfried, nach dessen Tod ab 1731 dessen Stiefbruder Christian von Hessen-Wanfried.
Während seiner Amtszeit ließ Ernst Leopold das Jagdschloss Blumenstein errichten. 1739 genehmigte er eine jüdische Schule und einen Friedhof, die später die Grundlage einer hessenweit bekannten jüdischen Gemeinde in Rotenburg war. In seiner Amtszeit führte der Hof weniger Streit mit Hessen-Kassel und den Quartstädten, sondern er straffte umsichtig die Quartverwaltung.

## Familie
Ernst Leopold war seit 9. November 1704 mit Eleonore Maria Anna von Löwenstein-Wertheim verheiratet. Sie hatten vier Söhne und sechs Töchter:
- Joseph (1705–1744) ⚭ 1726 Prinzessin Christine zu Salm-Neufville (1707–1775); er wurde Schwiegervater des französischen Marschalls Charles de Rohan, prince de Soubise
- Polyxena Christina Johannetta (1706–1735) ⚭ 1724 König Karl Emanuel III. von Sardinien
- Wilhelmine Magdalene (1707–1708)
- Wilhelm (* und † 1708)
- Sophie (1709–1711)
- Alexander (1710–1739), gefallen in der Schlacht bei Grocka
- Eleonora Philippina (1712–1759, ⚭ 1731 Pfalzgraf Johann Christian zu Sulzbach)
- Caroline (1714–1741,⚭ 1728 Prince Louis IV. Henri de Condé)
- Konstantin (1716–1778, Landgraf von Hessen-Rheinfels-Rotenburg)
- Christine (1717–1778) ⚭ 1740 Prinz Ludwig Viktor von Savoyen-Carignan (1721–1778); beide sind Urgroßeltern des Königs Karl Albert von Sardinien

## Weblink
- Hessen-Rotenburg, Ernst III. Leopold Landgraf von. Hessische Biografie. (Stand: 4. Dezember 2019). In: Landesgeschichtliches Informationssystem Hessen (LAGIS).

| Vorgänger               | Amt                                     | Nachfolger |
| ----------------------- | --------------------------------------- | ---------- |
| Wilhelm I. „der Ältere“ | Landgraf von Hessen-Rotenburg 1725–1749 | Konstantin |

| Personendaten    | Personendaten                                                |
| ---------------- | ------------------------------------------------------------ |
| NAME             | Ernst II. Leopold                                            |
| ALTERNATIVNAMEN  | Hessen-Rotenburg, Ernst II. Leopold von (vollständiger Name) |
| KURZBESCHREIBUNG | Landgraf von Hessen-Rotenburg                                |
| GEBURTSDATUM     | 15. Juni 1684                                                |
| GEBURTSORT       | Langenschwalbach                                             |
| STERBEDATUM      | 29. November 1749                                            |
| STERBEORT        | Rotenburg an der Fulda                                       |